# Stojni val
Stojni val, također i stacionarni val, je val koji nastaje superpozicijom (zbrajanjem) dvaju valova jednake amplitude i frekvencije. Opisuje ih jednadžba:
{\displaystyle y=2\cdot A\cdot \cos {\frac {2\cdot \pi }{\lambda }}x\cdot \cos {\frac {2\cdot \pi }{T}}t,}
gdje su: A - amplituda, λ - valna duljina, T - period vala, t - vrijeme. Raspored elongacija y je sinusoidni, no valne fronte ne putuju, tako da je amplituda pojedinih čestica različita i ovisna o mjestu x. Na mjestima na kojima je amplituda jednaka nuli nalaze se čvorovi, a gdje je maksimalna trbusi. 
Stojni valovi važni su u akustici (titranje žice, titranje stupa zraka u glazbenom instrumentima, prostorna akustika), gdje osim poželjnih mogu imati i neželjene posljedice, kao što je povećanje buke.

## Seš
Seš (franc. seiches), bibavica, štiga, šćiga je stojni val koji se javlja u jezerima, zaljevima, kanalima, lukama, zatvorenim morima ili njihovim dijelovima, a očituje se u oscilacijama razina vode, te u periodičnim promjenama strujanja. Period mu ovisi o obliku i izmjerama zahvaćenoga područja, a uz osnovno titranje pojavljuje se i titranje viših frekvencija. Seši mogu biti uzrokovani naglim promjenama tlaka zraka i vjetra, poremećajima koji pristižu iz otvorenoga mora ili, iznimno, pomacima dna. Prvi su put opaženi u švicarskim jezerima, a nakon toga i u drugim jezerima i morima. Seši su česti u Jadranu, a periodi im variraju od približno 21 sat (cijeli Jadran), više od 6 sati (Kvarnerski zaljev) i 1 sat (Kaštelanski zaljev), pa do 20 minuta i manje (na primjer Bakarski zaljev). Kada postignu velike amplitude, seši ugrožavaju plovidbu i dovode do poplavljivanja.

## Titranje žice glazbala
Napeta i na krajevima učvršćena žica može izvoditi transverzalne mehaničke titraje, okomito na smjer žice. Time što je žica na krajevima učvršćena već je unaprijed određeno da se na njenim krajevima stvaraju čvorovi stojnog vala. Povučemo li gudalom po sredini žice, ona će izvoditi harmonijsko titranje i pri tom ćemo čuti ton. Onaj ton koji nastaje kod titranja žice gdje je samo jedan trbuh po sredini zove se osnovni ton. Tome osnovnom tonu pripada osnovna frekvencija f0 i valna duljina λ0. Kako je razmak od čvora do čvora, to jest duljina l žice jednaka polovini valne duljine, to jest:
{\displaystyle l={\frac {\lambda _{0}}{2}}}
a jer je:
{\displaystyle \lambda _{0}={\frac {v}{f_{0}}}}
gdje je v - brzina zvuka, to je:
{\displaystyle l={\frac {v}{2\cdot f_{0}}}}
pa je:
{\displaystyle f_{0}={\frac {v}{2\cdot l}}}
Znači da je broj titraja obrnuto razmjeran s duljinom žice, to jest duža žica imat će manji broj titraja nego kraća. 
Dotaknemo li napetu žicu prstom u sredini i stavimo li je u titranje, pa onda prst uklonimo, žica će titrati tako da će imati 3 čvora i 2 trbuha i ćut ćemo prvi gornji ton. Valna duljina je sada: 
{\displaystyle \lambda _{1}={\frac {1}{2\cdot \lambda _{0}}}}
a frekvencija f1. Iz toga proizlazi da je:
{\displaystyle {\frac {v}{2\cdot f_{1}}}={\frac {v}{2\cdot f_{0}}}}
pa je:
{\displaystyle f_{1}=2\cdot f_{0}}
Znači da je sada frekvencija dvostruko veća od osnovne frekvencije. 
Pritisnemo li žicu u svakoj trećini njene duljine, nastat će na njoj 4 čvora i dobit ćemo drugi gornji ton. Valna duljina je sada 
{\displaystyle \lambda _{2}={\frac {1}{3\cdot \lambda _{0}}}}
a frekvencija f2. Iz toga proizlazi da je:
{\displaystyle {\frac {v}{f_{2}}}={\frac {v}{3\cdot f_{0}}}}
pa je:
{\displaystyle f_{2}=3\cdot f_{0}}
Znači da je sada frekvencija trostruko veća od osnovne frekvencije.